# Microplocia kaszabi
Microplocia kaszabi là một loài bọ cánh cứng trong họ Cerambycidae.